# Smeđoglavi galeb
Smeđoglavi galeb (latinski: Chroicocephalus maculipennis) vrsta je galeba koja živi u Argentini, Brazilu, Čileu, Falklandskim otocima i Urugvaju. Njegov specifični naziv, maculipennis, znači 'pjegava krila' (macula + penna). To je bijela ptica sa smeđom glavom i crvenim kljunom i nogama.

## Opis
Odrasla ptica ima tamnosmeđu glavu i grlo s bijelim polukrugom oko stražnjeg dijela oka, dok su vrat, prsa i trbuh bijeli. Kljun i noge su crvene. Osnovna letna pera su tamno siva, dok su sekundarna i pokrovna pera svjetlije sive boje. Ovu pticu možemo zamijeniti s prerijskim galebom. Nema značajnog spolnog dimorfizma.

## Rasprostranjenost i stanište
Ova vrsta živi u Južnoj Americi, razmnožava se u argentinskoj i čileanske Patagoniji, na Falklandskim otovcima i u Urugvaju. Zimi se njen areal proteže do obala sjevernog Čilea i središnjeg Brazila. Njegova prirodna staništa uključuju slatkovodna jezera, međuplimne močvare, riječne obale i otvorena polja.

## Ekologija i ponašanje
Ovo su društvene ptice. Njihova se prehrana uglavnom sastoji od kukaca, strvine i hrane ukradene od drugih ptica. Osobito kradu rakove od liske (Fulica armillata) i školjke od američke bukovače (Haematopus palliatus). Isplativost krađe od ovih ptica je 3,5 puta veća za liske nego za bukovače. Grade plutajuća gnijezda među vodenom vegetacijom na rubovima ribnjaka i jezera. Obično snese tri do četiri jaja.
Crnoglava patka ima odnos parazita u leglu sa smeđim galebom u kojem će ženka položiti jaje u gnijezdo smeđeg galeba s namjerom da galeb domaćin inkubira jaje umjesto nje.

## Vanjske poveznice
|  | Zajednički poslužitelj ima stranicu o temi Chroicocephalus maculipennis    |
|  | Zajednički poslužitelj ima još gradiva o temi Chroicocephalus maculipennis |
|  | Wikivrste imaju podatke o taksonu Chroicocephalus maculipennis             |